# Ernst Dickenmann
Ernst Dickenmann (* 19. April 1902 in Weiningen TG; † 30. Januar 1985) war ein Schweizer Slawist.

## Leben
Er studierte in Basel, Genf, Paris, Prag, Wien und Berlin bei Jacob Wackernagel, Charles Bally, Albert Debrunner, Antoine Meillet, Andre Vaillant, Nikolaj Trubeckoj, Moritz Winternitz, Wilhelm Schulze, Gerhard Gesemann und Max Vasmer. Von 1960 bis zur Emeritierung 1968 lehrte er als Ordinarius für Slavische Philologie an der Universität Münster.

## Schriften (Auswahl)
- Untersuchungen über die Nominalkomposition im Russischen. Leipzig 1934, OCLC 718411131.
- Altrussische Urkunden. Eine Auswahl mit Einleitung und Glossar. Wiesbaden 1963, OCLC 2823453.
- Studien zur Hydronymie des Savesystems. Heidelberg 1966, OCLC 615022835.
- Das Pferd in russischen Nomina appellativa und Nomina propria. Heidelberg 1977, ISBN 3-533-02599-3.